# Spargania coarctata
Spargania coarctata är en fjärilsart som beskrevs av Otto Staudinger 1895. Spargania coarctata ingår i släktet Spargania och familjen mätare. Inga underarter finns listade i Catalogue of Life.